# 想見你的寂寞聖誕節
「想見你的寂寞聖誕節」（会いたいロンリークリスマス）是日本的女子偶像組合℃-ute的第14张单曲。2010年12月1日由zetima发售。

## 概要
- 「想見你的寂寞聖誕節」是℃-ute出道以來第一首Ballad舞曲，亦是第一张以聖誕為題的節日歌曲
- 此單曲有3個版本，分別有「初回生産限定盤A - B」和「CD ONLY」。「初回生産限定盤」收錄了「想見你的寂寞聖誕節」的PV。
- 在12月13日於公信榜单曲週排行榜取得第6位。

## 收錄内容

### CD（初回生産限定盤A - B，CD ONLY）
1. 想見你的寂寞聖誕節
（作詞・作曲：淳君 編曲：湯浅公一）
2. 青春!無限力量（青春!無限パワー）
（作詞・作曲：淳君 編曲：藤澤慶昌）
3. 想見你的寂寞聖誕節(Instrumental)

### DVD（初回生産限定盤A）
1. 想見你的寂寞聖誕節（Christmas House Ver.）

### DVD（初回生産限定盤B）
1. 想見你的寂寞聖誕節（Christmas Night Ver.）